# Rôles gascons
Les Rôles gascons (en anglais, the Gascon Rolls, littéralement « les registres gascons ») est le nom donné à des documents d'archive de l'administration anglaise en Aquitaine pendant le Moyen Âge. Ils sont conservés aux archives nationales du Royaume-Uni. 

## Présentation
Ces documents témoignent de l'histoire des territoires de Guyenne et Gascogne sous gouvernement anglais. Datés du milieu du XIIIe siècle au milieu du XIVe siècle, ils rendent compte du découpage administratif, de la gouvernance, des faits et des personnalités de l'époque.
On y découvre ainsi les ordres donnés aux armées, aux sénéchaux, aux officiers, ainsi que les ordonnances relatives aux impôts adressées aux villages ou aux seigneurs locaux par les rois d'Angleterre par le biais des chancelleries. On obtient aussi des informations sur les différentes guerres franco-anglaises sous toutes leurs facettes politiques et diplomatiques, permettant de comprendre une bonne partie de l'histoire de l'Aquitaine actuelle et de son architecture : châteaux, bastides, fortifications d'églises et de villes.
Ces documents sont rédigés en latin médiéval par ordre du roi d'Angleterre sur des parchemins, cousus les uns aux autres, formant une longue bande de plusieurs mètres et enroulés pour archivage. Ils sont appelés calendars en anglais. Seule une partie correspondant à la période comprise entre 1242 et 1317, durant le règne d'Édouard Ier, a été recopiée sur papier, entre la fin du XIXe siècle et le milieu du XXe siècle par Charles Bémont. Une partie du reste, à partir de 1317 et jusqu'à 1468, a été étudiée récemment par des universités anglaises et plus récemment par l'université Bordeaux-III Montaigne. 
Le calendrier complet, nommé C61 (de 1317 à 1468), est subdivisé en chapitres (du 32 au 144). Chaque chapitre correspond à un rouleau de parchemins. Le nombre de parchemins varie d'un rouleau à l'autre — de 3 à 60 —, selon le nombre de documents contenus, mais seuls les chapitres 32 à 38 (Édouard II) (1317-1326), 39 (Édouard III) (1327-1328), 50 à 52 (Édouard III) (1338-1341) et 56 à 59 (Édouard III) (1344-1348) ont été traduits et étudiés. Les derniers doivent correspondre au règne d'Édouard IV. 
Tous ces rois de la dynastie des Plantagenêt étaient soucieux de maintenir (vues l’étendue de leurs possessions à l'étranger), une certaine constance de l'exercice du pouvoir, y compris en tant que ducs d'Aquitaine.

## Personnages
| Calendar | Date                            | Personnage historique          | Citations |
| -------- | ------------------------------- | ------------------------------ | --------- |
| C61-32   | 11e année du règne d’Édouard II | membre de la famille de Brocas | 10 fois   |
| C61-33   | 2 août 1320                     | membre de la famille de Brocas | 6 fois    |

## Villes
| Calendar | Date                            | Ville                   | Nom ancien    | Citations |
| -------- | ------------------------------- | ----------------------- | ------------- | --------- |
| C61-32   | 11e année du règne d'Édouard II | Villefranche-du-Queyran | Francha Villa | 3 fois    |
| C61-33   | 26 juillet 1320                 | Villefranche-du-Queyran | Francha Villa | 2 fois    |